# Городенец (озеро, Витебская область)
Городене́ц (Городинец, бел. Гарадзяне́ц) — озеро в Ушачском районе Витебской области Белоруссии. Относится к бассейну реки Выдрица. Отличается сравнительно большой глубиной при малой площади.
Расположено в 17 км к юго-востоку от городского посёлка Ушачи, рядом с деревней Ивахново.
Площадь поверхности озера составляет 0,25 км². Длина — 0,67 км, наибольшая ширина — 0,46 км. Длина береговой линии — 1,88 м. Объём воды в озере — 1,4 млн м³. Наибольшая глубина — 14,1 м, средняя — 5,6 м.
Склоны котловины высотой до 10 м, распаханные, на юге и востоке высотой до 15 м, поросшие лесом. Берега высокие, на юге и востоке сливаются со склонами. В северной части водоёма имеется небольшой остров.
Озёра Городенец и Вербна соединяются протокой.